# Покча (Коми)
Покча (коми Пидздiн) — село в Троицко-Печорском районе Республики Коми, центр сельского поселения «Покча».
В селе действует начальная школа-сад, есть отделение почты.
Функционирует фельдшерско-акушерский пункт.

## Расположение
Расположено на левом берегу реки Печора. На противоположном берегу расположен посёлок Русаново.
Выше по течению по правому берегу в Печору впадает речка Верхний Пидж, ниже по течению — речка Нижний Пидж. Отсюда получается местное название села — коми Пидздiн, устье реки Пидз (коми дiн — устье).

## Население
| 2000 | 2010 |
| ---- | ---- |
| 394  | ↘312 |

## История
Село было основано Трофимом Григорьевичем Логиновым. Возникло после 1707 года, упоминается в ревизских сказках 1719 года: «деревня Пичьдинская, 1 двор, 5 жителей — мужчин».